# Naissance en 1253
Naissance
- 1249
- 1250
- 1251
- 1252
- 1253
- 1254
- 1255
- 1256
- 1257

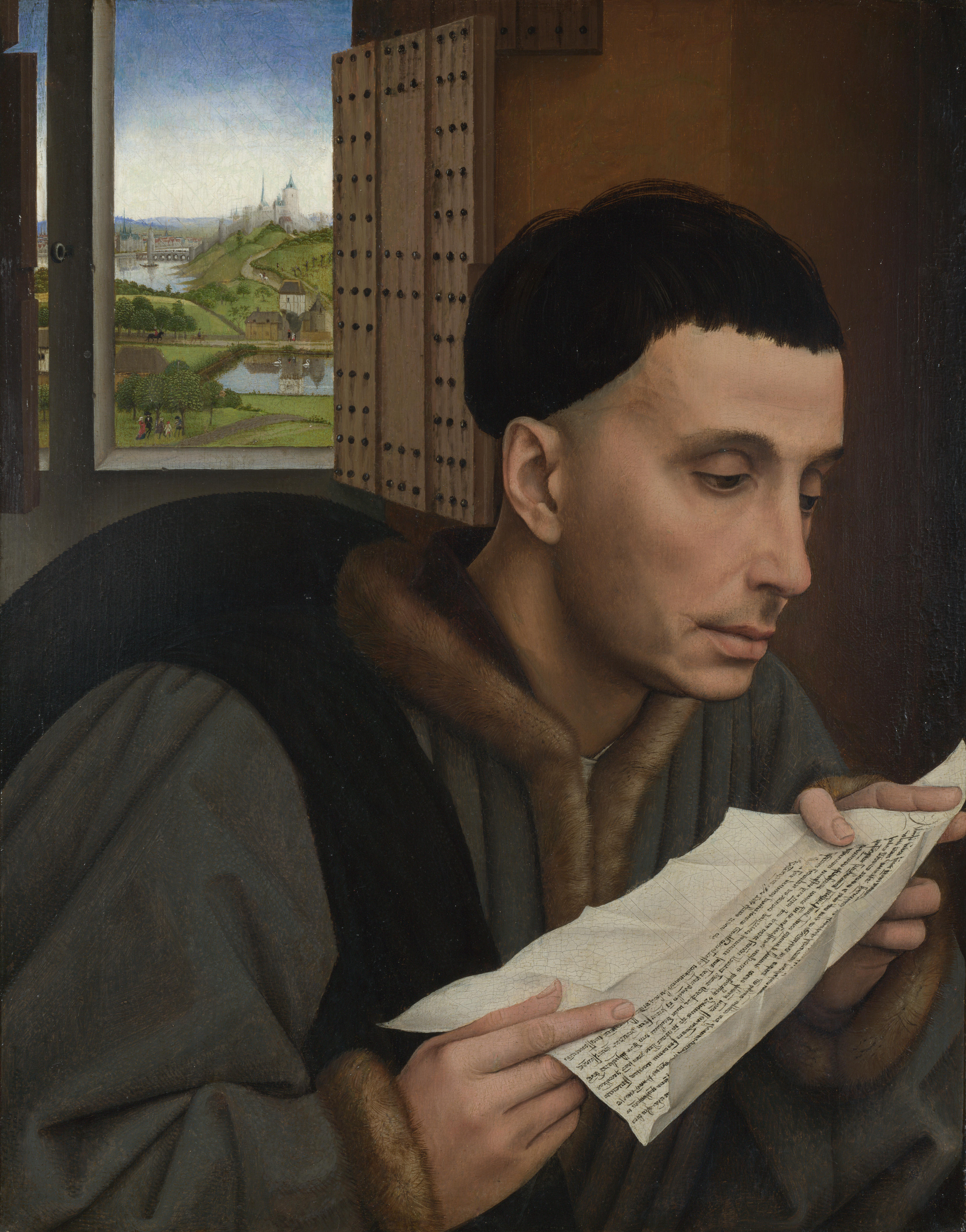
Yves Hélory de Kermartin, né en 1253.

Cette page dresse une liste de personnalités nées au cours de l'année 1253 :
- 20 mars : Wareru, fondateur du Royaume de Ramanya, dans le sud de la Birmanie actuelle (République de l'Union du Myanmar).
- 17 octobre : Yves Hélory de Kermartin, prêtre et official du diocèse de Tréguier.

- Gui d'Avesnes, évêque d'Utrecht.
- Blanche de France, fille du roi de France.
- Echive d'Ibelin, dame de Beyrouth.
- Jean Ier de Brabant, duc de Brabant et duc de Limbourg.
- Jean II de Holstein-Kiel, comte de Holstein-Kiel.
- Amir Khusrau, ou Abu-l Hasan Yamīn al-Dīn Khusrow, Amir Khosrow de Dehli, Amir Khosrow Dehlevi, Amir Khusro Dehlavi ou Amir Khusraw Balkhi, mystique soufi et disciple spirituel de Nizamuddin Auliya de Delhi.
- Marie de Dampierre, noble française.
- Philippe d'Ibelin, sénéchal du royaume de Chypre.
- Ulrich II de Wurtemberg, comte de Wurtemberg et d'Urach.

date incertaine (vers 1253)
- Robert de Bruce, 6e lord d'Annandale, comte de Carrick.